# 長篠城救援戰
德川家康在天正元年（1573年）趁武田信玄病故，出兵攻打先前遭到武田家奪取的失土，在進攻長篠城時，武田家新任家督武田勝賴雖派出援軍來營救，但長篠城依然開城投降，武田軍無功而返。

## 背景
在武田信玄於野田城之戰中病故後，武田軍在天正元年（1573年）4月回師，德川家康在5月5日從岡崎城出兵，在6日達吉田城，7日達濱松，8日至掛川，在9日時進入駿河國的岡部放火，10日又迴轉濱松，13日時前往吉田城，14日時前往長篠城週邊巡視，5月上旬時也侵入至駿河國的久能、根古屋附近。由於遠江國的二俣城仍在武田家手裡，因此家康又在社山、合代島兩地建砦防備。
武田勝賴為有所反制，在5月28日也派遣武田信廉、一條信龍跟山縣昌景率4千人南下三河攻打森之鄉，武田信廉遭到德川軍的大須賀康高、本多忠勝、榊原康政、本多重次、本多廣孝擊敗，山縣昌景順利營救信廉，並斬殺德川軍32人，但武田軍仍被德川軍逼退，武田軍撤往二俣城後便又回往甲斐。

## 戰況
德川家康在7月20日正式揮師攻打長篠城，以火矢射入城中，燒毀城中堆積兵器軍糧的二之丸，家康並在鄰近的久間山、中山設置付城，安排酒井忠次、菅沼定盈、松平康忠入駐，隔著瀧川把守有見原、古呂、岩代等要道切斷長篠城對外交通，使城主菅沼正貞與武田派遣的守將室賀信俊等人陷入困頓。
為救援長篠城，武田勝賴在8月中旬動員甲斐、信濃、駿河跟西上野、東三河的兵力，兵分二路以馬場信春率5千人進發至鳳來寺一帶，武田信豐跟土屋昌續隨之率領8千人於黑瀨村布陣參戰。但武田軍中的東三河作手城主奧平貞能及其子奧平信昌卻決定內通德川家，在騙過武田信豐後，奧平貞能回到作手城後，信昌帶同大部分家臣一同出奔，僅其父奧平貞勝與二弟奧平貞國留在作手城依然效忠武田家，武田方也分出土屋昌續率3千人追擊，而德川家康也派遣家臣松平伊忠、本多廣孝及本多康重父子趁夜至作手城附近接應，平岩親吉也領兵隨後營救，奧平貞能父子順利移往宮崎、瀧山，援軍回轉。
8月20日時，德川家留守在遠江的大須賀康高、榊原康政、石川家成等將領也領兵參戰，而武田家方面也增派山縣昌景、內藤昌豐、穴山信君、小山田信茂、武田信廉、一條信龍來救援。由於奧平貞能父子反叛，武田勝賴也處死奧平家交出的人質，奧平貞能年約13歲的庶子仙千代遭到處刑。
8月28日時，德川家康也分兵襲擊布陣在鳳來寺的馬場信春，德川軍一戰即退，馬場信春察覺陣中白煙有異，遣3騎5騎先行試探，德川軍果然有所埋伏，馬場信春遂不追擊而退去。
9月8日，長篠城一方認敗開城，城主菅沼正貞、家老菅沼滿直與武田派遣的守將室賀信俊交出城池後退往鳳來寺，武田方將領山縣昌景、馬場信春、穴山信君跟武田信豐都頗為憤愾，懷疑曾和德川家臣牧野康成、菅沼定盈通信的長篠城主菅沼正貞內通德川家康，因此將他與妻子兩人送往信濃小諸城囚禁，家老菅沼滿直則被送往田峰城。
9月10日時，德川軍的本多忠勝、榊原康政、大須賀康高、本多重次趁濃霧之際在堀越跟武田信廉軍交戰，順利斬殺百餘人取得勝利，武田信廉敗退，武田家臣穴山信君、一條信龍、山縣昌景適時來援助，方擊退榊原康政、大須賀康高，斬殺德川軍五十多人，本多忠勝跟榊原康政指揮德川軍撤退（甲陽軍鑑將此戰紀錄於8月20日左右）。
德川家康在順利佔領長篠城後，將長篠城交給奧平貞能、奧平信昌父子駐守，並將女兒嫁給奧平信昌。武田軍在9月21日又以5千人攻打奧平父子所在的宮崎、瀧山，反遭奧平父子率2百城兵擊退，武田將領奧平定包戰死。